# Баја (Арад)
Баја (рум. Baia) насеље је у Румунији у округу Арад у општини Варадија де Муреш. Oпштина се налази на надморској висини од 221 m.

## Становништво
Према подацима из 2002. године у насељу је живело 140 становника, од којих су сви румунске националности.